# Faverolles-et-Coëmy
Faverolles-et-Coëmy é uma comuna francesa na região administrativa do Grande Leste, no departamento de Marne. Estende-se por uma área de 5.48 km², e possui 570 habitantes, segundo o censo de 2018, com uma densidade de 100 hab/km².